# Zora (telenovela)
Zora je povijesna meksička telenovela smještena u vrijeme 19. stoljeća. Počela se emitirati 24. listopada 2005., a posljednja epizoda emitirala se 24. veljače 2006.

## Radnja
Radnja telenovele Zora smještena je u davno kolonijalno doba, u vrijeme stravičnih nepravdi i velikih društvenih razlika, kad je običan narod živio potlačen od strane aristokracije, a baš svi, i oni bogati i oni siromašni, vodili su težak život pod mračnim okriljem inkvizicije, koja je progonila Kriptožidove. U središtu je priče lijepa Maria Hipolita, koja s bakom Carlotom živi u selu Santa Rita u Panami. Premda je rođena u Meksiku, Hipolita je kao djevojčica odvojena od majke Asuncion, koja ju je rodila izvan braka, a nikad nije saznala tko je njezin pravi otac. U zamjenu za bogat miraz Carlota uspije dogovoriti brak Hipolite i Antonija, sina ugledne Adelaide de Guzman. Nekoliko mjeseci kasnije baka lijepe djevojke umire ne znajući da je nesretni Antonio impotentan te da nijednom nije konzumirao brak s njezinom unukom. Adelaida, koja se s prijezirom odnosi prema svojoj snahi, je svjesna da će njezin sin naslijediti bogatstvo svog strica Prospera isključivo pod uvjetom da dobije sina nasljednika. Očajna jer shvaća da je Antonio impotentan, Adelaida iskoristi vijest svojih sluga da su na njezinu imanju uhvatili bjegunca, atraktivnog Luisa Manriquea, koji uvelike sliči njezinu sinu. U zamjenu za svoju šutnju i milost, Adelaida neznancu predloži okrutan plan – te iste noći pod okriljem mraka on će zamijeniti Antonija, ući u Hipolitinu sobu te joj napraviti toliko željeno dijete, a ona će mu sljedećeg dana pomoći da se nesmetano vrati u Meksiko.
Pod prijetnjom da bude predan u ruke pravde zbog zločina koji mu je smjestio ambiciozni rođak, grof Diego, Luis Manrique pristane na Adelaidin stravični plan namjeravajući pobjeći kroz prozor prije nego probudi Hipolitu. Ipak, njezina je figura i nježnost zavedu te naočiti trgovac ipak provede noć s njom skrivajući svoje lice. Sljedećeg jutra, zbog osjećaja krivnje, Luis Manrique prizna zaprepaštenoj Hipoliti što se dogodilo, no pobjegne prije nego joj se pokaže i kaže svoje ime.
Ogorčena na izopačenu podvalu svekrve i nesposobnost svog supruga da se pobrine za njihov brak, trudna Hipolita odluči pobjeći iz Paname te krenuti u Meksiko ne bi li pronašla svoju majku.
Prolaze tri godine, a Hipolita sa sinčićem Rafaelom napokon stiže na imanje svoje majke Asuncion, koja je već osnovala drugu obitelj. Odlučna pronaći neznanca koji joj je napravio dijete kako bi ga prisilila da dječaku da svoje prezime, Hipolita će se naći u vrtlogu intriga i nasilja koje sprovodi Dona Juana, okrutna sestra bivšeg grofa de Guevare i majka Luisa Manriquea. Premda skriva činjenicu da je sadašnji grof Diego njezin pravi sin, Juana počinje prljavu igru kojom se želi riješiti mudrog Luisa Manriquea i Hipolite, čiji bi dolazak u Meksiko mogao razotkriti davno skrivane tajne. Kad se ponovno sretne s Hipolitom, Luis Manrique shvati da bi maleni Rafael mogao biti njegov sin te potaknut nježnim osjećajima prema hrabroj i plemenitoj djevojci počne tražiti izlaz iz dogovorenog braka s Esperanzom, nesretnom i boležljivom ženom koju je bio prisiljen oženiti zbog poštovanja obiteljske tradicije.

## Glumačka postava
- Lucero kao María Hipolita
- Fernando Colunga kao Luis Manrique
- Daniela Romo kao Juana
- Arturo Peniche kao Antonio
- Ernesto Laguardia kao Cristobal
- Iran Castillo kao Catalina
- Valentino Lanus kao Martin
- Alejandro Tommassi kao Felipe
- Manuel Ojeda kao Francisco
- Olivia Bucio kao Asuncion
- Luis Roberto Guzmán kao Diego
- Vanessa Guzman kao Perla
- Zully Montero kao Adelaida
- Mariana Garza kao Esperanza
- Robertha kao Paula
- Sherlyn kao Marina
- Gilberto de Anda kao Gasca
- Beatriz Moreno kao Adalgisa
- Jose Luis Resendez kao Andres
- Mariana Karr kao Isabel
- Monica Miguel kao Modesta
- Patricia Martinez kao Carmela
- Arturo Vazquez kao Ramon
- Lucero Lander kao Teresa
- Analia del Mar kao Mirta
- Marcelo Cordoba kao Marcos
- Maria Rojo kao Victoria
- Magda Guzmán kao Poderosa
- Jan kao Santiago

U gostujućim ulogama pojavili su se i David Ostrosky, Isaura Espinoza, Lupita Lara, Aaron Hernan, Rosa Maria Bianchi, Humberto Dupeyron, Ruben Cerda, Aurora Clavel, Mario Ivan Martinez, Rudy Casanova, Eduardo Linan, Gabriel de Cervantes, Archi Lanfranco, Susana Lozano, Edgardo Eliezer, Veronica con K, Nelly Horsman, Carlos Giron, Raul Valerio, Sara Monar, Benjamin Islas i drugi.

## Zanimljivosti
- Naslovnu pjesmu Alborada je otpjevao operni pjevač Placido Domingo.
- Mariana Karr, Luis Roberto Guzman, Fernando Colunga, Lucero i Daniela Romo su za svoje uloge osvojili nagradu TVyNovelas. Istu je nagradu osvojila i telenovela u kategoriji "najbolja telenovela godine" pobijedivši time svoje najveće konkurente, telenovele Maćeha i Rebelde.

## Vanjske poveznice
- Službene stranice Zore